# Saint-Clar-de-Rivière
Saint-Clar-de-Rivière é uma comuna francesa na região administrativa de Occitânia, no departamento de Alta Garona. Estende-se por uma área de 10,07 km². Em 2010 a comuna tinha 1 384 habitantes (densidade: 137,4 hab./km²).